# Åse Gruda Skard
Åse Gruda Skard, född Koht 2 december 1905 i Kristiania, död 13 augusti 1985 i Bærum, var en norsk barnpsykolog och kvinnosakskvinna, dotter till historikern Halvdan Koht.
Hon gifte sig 1933 med litteraturforskaren Sigmund Skard och fick fem barn.
Hon blev den första kvinna i Norge som uppnådde magistergraden i psykologi 1931 vid Universitetet i Oslo, där hon från 1947 till 1973 arbetade som docent i barnpsykologi. 1934 etablerade hon Norsk Psykologforening. 
Genom otaliga föredrag, över två tusen artiklar och tjugofyra fackböcker var hon en viktig person i den norska debatten under efterkrigstiden.
I boken Ungene våre (1948) skriver hon om hur den moderna familjen skall låta barnens mening komma fram i högre grad.  
Som förkämpe för barns rättigheter bidrog hon till inrättandet av ett nationellt barnombud.  
Forskningsrådets pris för popularisering av psykologisk vetenskap tilldelades henne 1976.
2005 instiftade Norsk Psykologforening ett pris till hennes minne: Åse Gruda Skards pris.
Hon finns även avbildad på ett norskt frimärke.